# Arkharavia
Arkharavia é um gênero de dinossauro saurópode do período Cretáceo Superior, que viveu na Rússia Asiática. Há uma única espécie descrita para o gênero Arkharavia heterocoelica.